# Indian Mound Cemetery
Indian Mound Cemetery är en begravningsplats i Romney i West Virginia. På Indian Mound Cemetery finns ett minnesmärke till inbördeskrigets offer på sydstaternas sida från år 1867, vilket är troligen det äldsta som restes till den förlorande sidans offer i amerikanska inbördeskriget på en begravningsplats. Åtminstone marknadsförs minnesmärket som det äldsta av sitt slag. Platsen har använts av ursprungsbefolkningen för att begrava sina döda redan innan den moderna begravningsplatsen kom till.

## Kända begravda personer i urval

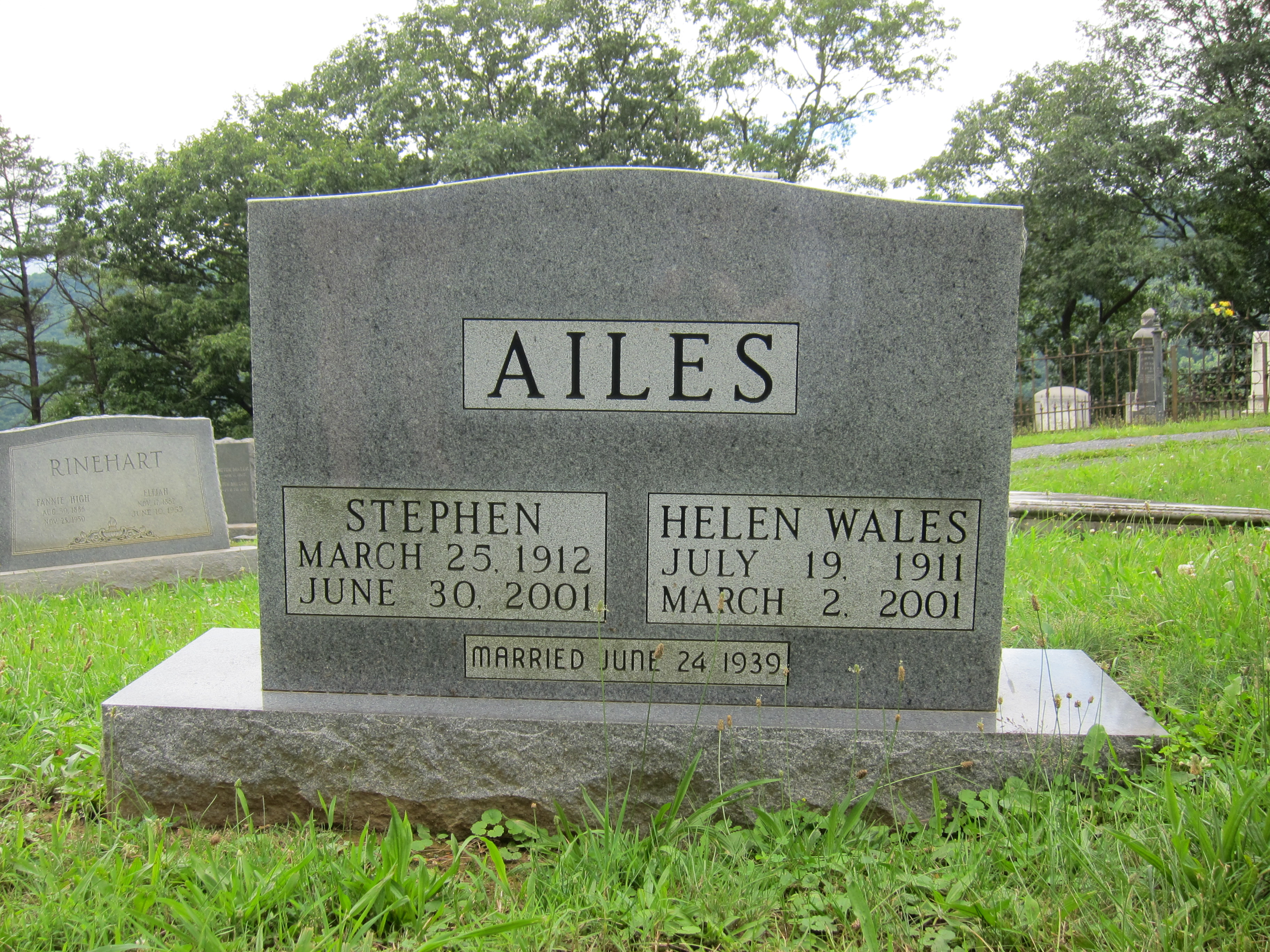
Stephen Ailes grav.

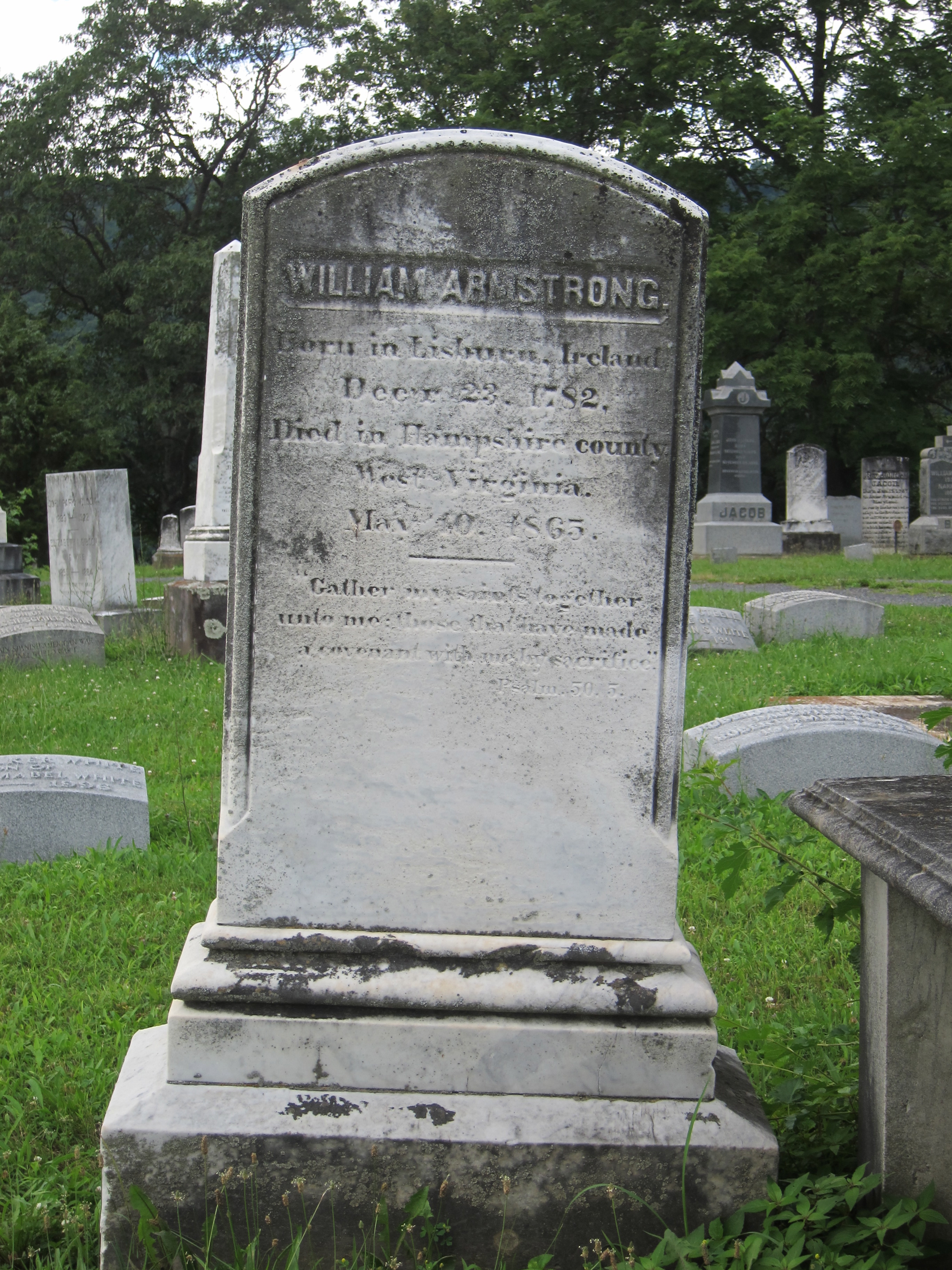
William Armstrongs grav.

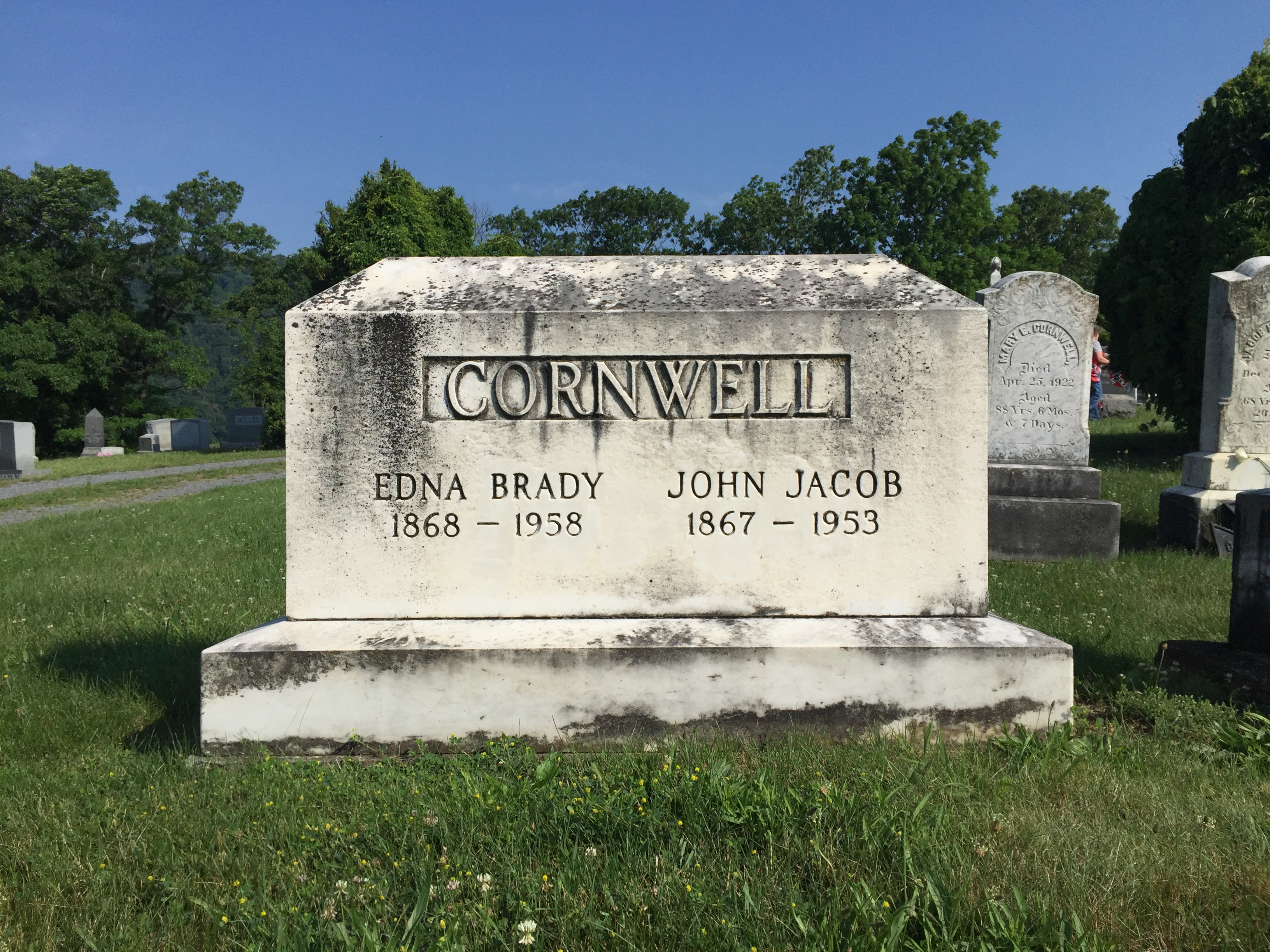
John J. Cornwells grav.

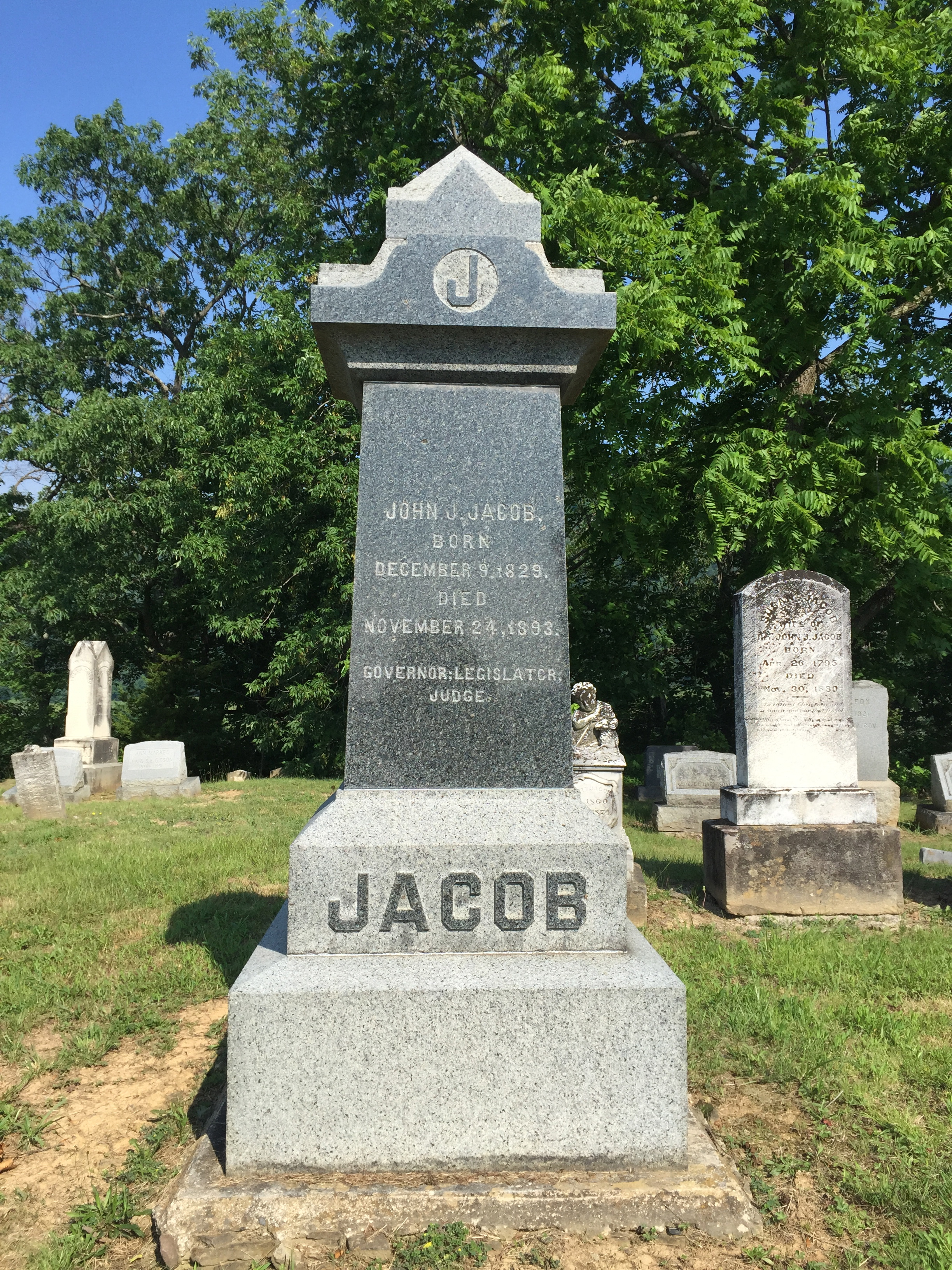
John J. Jacobs grav.

### A
- Stephen Ailes (1912–2001), advokat och politiker (demokrat), USA:s arméminister[2]
- William Armstrong (1782–1865), politiker (demokrat-republikan, nationalrepublikan, whig), representanthusledamot[3]

### C
- John J. Cornwell (1867–1953), politiker (demokrat), guvernör[4]

### J
- John J. Jacob (1829–1893), politiker (demokrat, obunden), guvernör[5]